# Gavicalis
A Gavicalis a madarak osztályának verébalakúak (Passeriformes) rendjébe és a mézevőfélék (Meliphagidae) családjába tartozó nem. Besorolásuk vitatott, egyes szervezetek a Lichenostomus nembe sorolják ezeket a fajokat is.

## Rendszerezésük
A nemet Richard Schodde és Ian J. Mason írták le 1999-ben, az alábbi  3 fajt sorolják ide:
- sokszínű mézevő (Gavicalis versicolor[1] vagy Lichenostomus versicolor)[2]
- mangrovemézevő (Gavicalis fasciogularis[1] vagy Lichenostomus fasciogularis)[2]
- kantáros mézevő (Gavicalis virescens[1] vagy Lichenostomus virescens)[2]

## Előfordulásuk
Mind a három faj Ausztráliában, egy faj még Pápua Új-Guinea és Indonézia területén is honos. Természetes élőhelyeik a szubtrópusi vagy trópusi mangroveerdők, síkvidéki esőerdők, lombhullató erdők és cserjések. Állandó, nem vonuló fajok.

## Megjelenésük
Testhosszuk 16–24 centiméter közötti.

## Életmódjuk
Főleg nektárral és gerinctelenekkel táplálkoznak.